# Les Renégats de Pern
Les Renégats de Pern (The Renegades of Pern) appartient au cycle de La Ballade de Pern de l'écrivaine américaine Anne McCaffrey, publié pour la première fois en 1989. Le roman a été nommé pour le prix Hugo.

## Contexte
Le livre appartient au cycle de La Ballade de Pern de Anne McCaffrey, et constitue la suite de Le Dragon blanc,,,,.
Dans ce volume et le suivant, l'intrigue se déplace vers un questionnement des protagonistes sur le fonctionnement de leur société,.
Le roman a obtenu un prix du Science Fiction Book Club en 1991. Il a été shortlisté pour le prix Hugo.
Il en existe une version en braille.

## Résumé
Le livre développe une intrigue située pendant l'âge de Ramoth dans l'univers de Pern.
Chronologiquement, l'histoire se déroule entre plusieurs années avant le début du neuvième Passage des Fils (le début du passage étant raconté dans Le Vol du dragon) et le milieu du Passage (jusqu'à la découverte du SIAAV), c'est-à-dire une trentaine de révolutions (années pernaises).
L'histoire se centre sur les sans-forts, les parias de la société. Les fils se remettent à tomber et Lessa et Flar partent à la recherche des Weyrs pour leur demander conseil.La dame Thella de Telgar, demi-sœur du seigneur Larad, décide de s'enfuir pour échapper à un mariage arrangé. Elle devient alors chef d'une bande de brigands, comportant notamment Dushik (un assassin) et Giron (un chevalier-dragon déchu). Mais les Fils se mettent à tomber, et elle a besoin du talent de la jeune Aramina, qui entend tous les dragons (capables de lutter contre les fils qui menacent de détruire la planète). Un jeune marchand nomade, Jayge Lilcamp va se mettre en travers de sa route.
Pendant ce temps, sur le continent Méridional, le jeune harpiste Piemur découvre les joies de la découverte et les problèmes d'une loyauté partagée entre le Seigneur Toric et Maître Robinton.
Le récit s'achève là où commence Tous les Weyrs de Pern mais le destin de Jayge et d'Aramina est plus détaillé dans Les Dauphins de Pern.